# リヒャルト・ヘーニヒスヴァルト
リヒャルト・ヘーニヒスヴァルト（ドイツ語: Richard Hönigswald、1875年7月18日 - 1947年6月11日）は、オーストリア＝ハンガリー帝国出身の哲学者。新カント主義のグループに分類される。

## 概要
オーストリア＝ハンガリー帝国中部のマジャローヴァール（現在のハンガリー北西部モションマジャローヴァール）で、ユダヤ系の家庭に生まれた。
医学と哲学をアロイス・リールとアレクシウス・フォン・マイノングのもとで学び、1916年からはブレスラウ大学にて哲学、心理学及び教育学の教授として活躍した。
ブレスラウでは、1924年のノルベルト・エリアスの博士論文の指導を受け持っていた。1930年からはミュンヘン大学の教授となる。ヘーニヒスヴァルトの活動における重点というのは妥当性と言語哲学の視点からの認識論であった。ヘーニヒスヴァルトはそれだけに留まらず方法論を発達させようとも試み、この方法論は人文科学のみならず自然科学でも用いられるべき方法論だった。さらに思考倫理学と教育学の問題にも取り組んだ。
1933年には彼自身がユダヤ系という生い立ちが元で職を追放され、1938年の「水晶の夜」に3週間ダッハウ強制収容所に収容され、翌年の1939年に妻と娘と共にスイスを経由してアメリカへ亡命した。
その8年後にコネチカット州ニューヘイブンで亡くなった。

## 著作
- Kurt Walter Zeidler, Kritische Dialektik und Transzendentalontologie. Der Ausgang des Neukantianismus und die post-neukantianische Systematik R. Hönigswalds, W. Cramers, B. Bauchs, H. Wagners, R. Reinigers und E. Heintels, Bonn 1995.
- Wolfdietrich Schmied-Kowarzik (Hrsg.), Erkennen - Monas - Sprache. Internationales Richard-Hönigswald-Symposion Kassel 1995, Würzburg 1997.